# Numeração ática
Os Numerais áticos foram usados na Grécia Antiga por volta do século VII a.C.. Também eram conhecidos como numerais Herodiânicos por terem sido descritos pela primeira vez no século II a.C. num manuscrito de Aelius Herodianus. Também são chamado de Numerais acrofônicos pois seus símbolos derivam da primeira letra das palavras usadas para representar  cinco (ε´), dez (ι´), cem (ρ´), mil, dez mil. Ver numerais gregos e acrofonia.
| Decimal | Símbolo | Numeral Grego | IPA               |
| ------- | ------- | ------------- | ----------------- |
| 1       | Ι       | –             | –                 |
| 5       | Π       | πέντε         | [pɛntɛ]           |
| 10      | Δ       | δέκα          | [deka]            |
| 100     | Η       | ἑκατόν        | [hɛkaton]         |
| 1000    | Χ       | χίλιοι/χιλιάς | [kʰilioi/kʰilias] |
| 10000   | Μ       | μύριον        | [myrion]          |

O uso do Η para 100 reflete o quão antigo é esse sistema de numeração: (H - Eta) no antigo alfabeto ático representava o som /h/. No Grego mais recente, o  "classico", com a adoção do alfabeto jônico por toda a Grécia, a letra Eta passou a representar o som de E longo, enquanto que a aspiração não foi mais usada.
Somente depois que   Aristófanes de Bizâncio introduziu vários acentos durante o período helenístico que o espírito áspero passou a representar o  /h/. Assim, a palavra para Cem já foi escrita ΗEΚΑΤΟΝ, comparada com a representação mais familiar  ἑκατόν. Na moderna língua grega o fonema /h/ desapareceu completamente, mas isso não mudou a grafia básica.
De forma oposta àquela da numeração romana, no sistema Ático há somente adição, não adição e subtração. Assim o número quatro, por exemplo, é escrito  ΙΙΙΙ, não ΙΠ. Os numerais  que representam 50, 500, 5.000 são representados pelo Pi (por vezes na forma antiga, com uma pequena perna à direita) e uma pequena versão da potência aplicada de Dez. Exemplo:  é 5 vezes dez mil.
| Ι | Π | Δ  |        | Η   |         | Χ    |          | Μ         |
| - | - | -- | ------ | --- | ------- | ---- | -------- | --------- |
| 1 | 5 | 10 | 5 × 10 | 100 | 5 × 100 | 1000 | 5 × 1000 | 10000     |
| 1 | 5 | 10 | 50     | 100 | 500     | 1000 | 1000 × 5 | 1000 × 10 |
| I | V | X  | L      | C   | D       | M    | V        | X         |

Exemplo:   1982   =   Χ𐅅ΗΗΗΗ . 𐅄ΔΔΔΙΙ   =   MCM . LXXXII.